# Свети Архангел (Илинденци)
„Свети Архангел“ е средновековна българска църква, която се намира на около 2 километра североизточно от село Илинденци, част от Неврокопската епархия на Българската православна църква.

## Архитектура
Храмът е недействащ и е в развалини. Основите на църквата са ориентирани в посока изток-запад. Размерите на основите са 7 х 18 m. Градежът е от ломени камъни. Най-вероятно църквата е била свързана и е принадлежала на средновековното селище в съседната местност Костенурката.